# Hard Sun
Hard Sun é uma série pré-apocalíptica de drama televisivo britânico-americano, criada e escrita por Neil Cross, estrelando Agyness Deyn e Jim Sturgess como os personagens principais, DI Elaine Renko e DCI Charlie Hicks. A série é uma coprodução da BBC com o serviço de streaming americano Hulu.
A primeira temporada contém seis episódios. Estreou na BBC One em 6 de janeiro de 2018, com todos os seis episódios disponíveis posteriormente no mesmo dia via BBC iPlayer. A série estreou no Hulu nos Estados Unidos em 7 de março de 2018. A série também foi adquirida pela Seven Network na Austrália, ZDF na Alemanha e SVT na Suécia. A primeira temporada foi lançada em DVD e Blu-ray em 19 de fevereiro de 2018.
O escritor Neil Cross, desde então, expressou seu desejo de continuar a série além de sua primeira temporada, alegando que ele esboçou um potencial arco de cinco anos. Foi cancelado após uma temporada.

## Premissa
Hard Sun é um drama policial pré-apocalíptico que se passa na Londres contemporânea. Os protagonistas são dois policiais incompatíveis, Charlie Hicks e Elaine Renko, que se deparam com a prova de que um misterioso evento cósmico destruirá a Terra em cinco anos, fato que o governo está tentando manter em segredo para evitar a completa anarquia. A dupla é perseguida por agentes do MI5 que estão tentando silenciá-los para sempre.

## Elenco e personagens
- Jim Sturgess como Inspetor Chefe de Detetive Charlie Hicks
- Agyness Deyn como Inspetora-detetive Elaine Renko
- Nikki Amuka-Bird como Grace Morrigan
- Owain Arthur como Sargento-detetive Keith Greener
- Lorraine Burroughs como Simone Hicks
- Richard Coyle como Thom Blackwood
- Dermot Crowley como padre Dennis Chapman
- Varada Sethu como Sargento-detetive Mishal Ali
- Jojo Macari como Daniel Renko
- Adrian Rawlins como Sargento-detetive George Mooney
- Derek Riddell como Superintendente-chefe do detetive Roland Bell
- Ukweli Roach como Will Benedetti
- Joplin Sibtain como Sargento-detetive Herbie Sarafian
- Aisling Bea como Mari Butler